# Église de la Sainte-Famille de Ramallah
L’église de la Sainte-Famille est une église catholique latine située à Ramallah, en Palestine.

## Historique
Les catholiques de rite latin s'installent à Ramallah après que les sœurs de Saint-Joseph et celles du Rosaire eurent ouvert une école de filles, puis un pensionnat de garçons dans la décennie 1860-1870. Une quarantaine de garçons se convertissent au rite latin et bientôt un prêtre, Pierre Cotta, célèbre la messe dans une maison du quartier d’Hatha. Il demande par la suite au patriarche latin, Mgr Valerga, la construction d’une église, mais la permission n’intervient de la part des autorités civiles que quarante ans plus tard. Il y a 150 catholiques en 1870, 242 en 1902. L’église actuelle commence à être construite en 1913 avec la permission des autorités ottomanes. Elle comprend aussi un presbytère, le couvent des religieuses du Saint-Rosaire et leur école (aujourd’hui lycée mixte).
Il y avait 1 100 catholiques de rite latin à Ramallah en 1981.

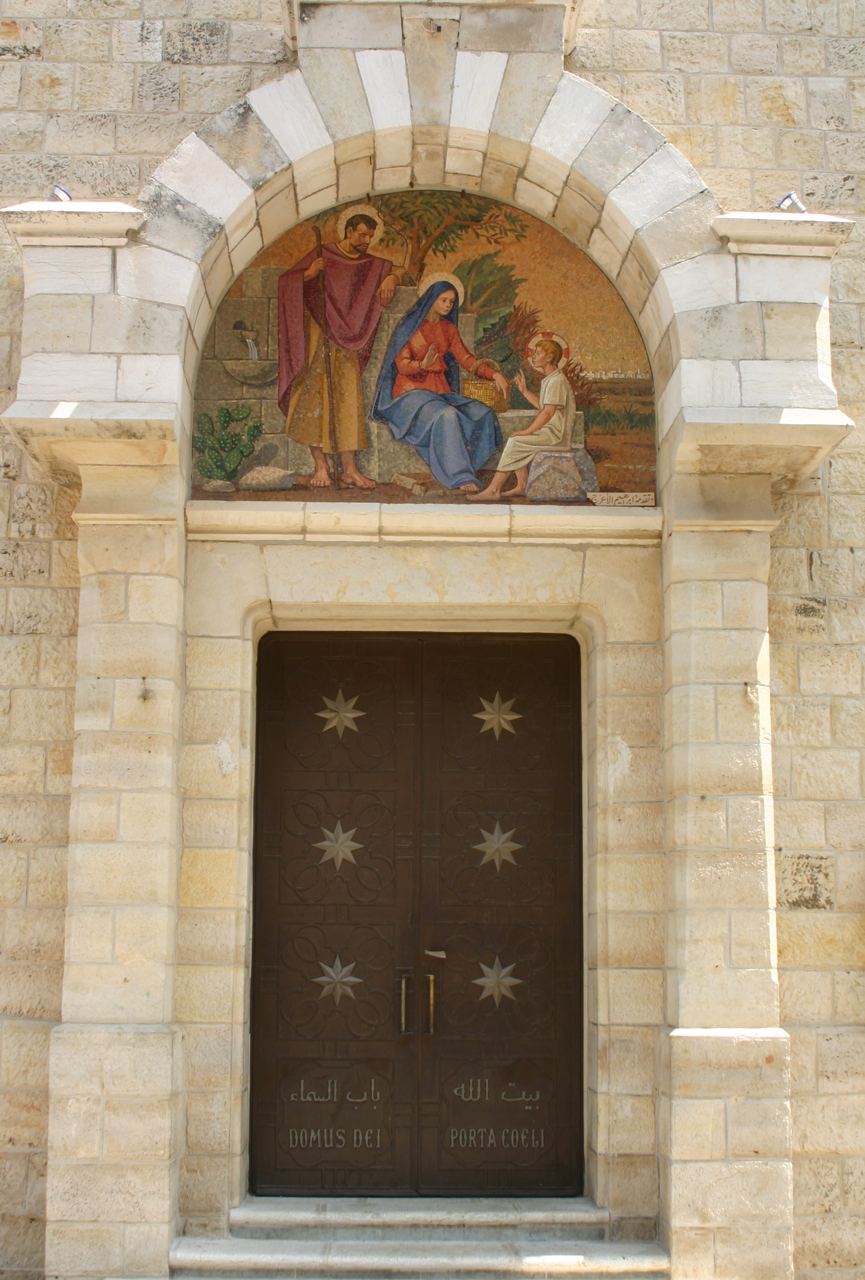
Porte de l’église.